# Giuseppe
Giuseppe  è un nome proprio di persona italiano maschile. 

## Varianti
- Maschili: Gioseffo[1]
  - Alterati: Giuseppino
  - Ipocoristici: Pino, Peppe, Beppe
- Femminili: Giuseppa[1][2][3]

### Varianti in altre lingue
Di seguito si trova una lista delle varianti del nome in altre lingue:
- Albanese: Jozef
- Amarico:ዮሴፍ (Yosef)[senza fonte]
- Arabo: يوسف (Yūsuf, Yousef, Youssef, Yusuf, Yussuf, Youssof)[3]
- Armeno: Հովսեփ (Hovsep’), Յովսէփ (Yovsēp’)
- Asturiano: Gosè[5]
- Azero: Yusif
- Basco: Joseba, Josepe, Yoseba[5]
- Bulgaro: Йосиф (Josif)
- Catalano: Josep[5]
- Ceco: Josef
- Croato: Josip
- Danese: Josef
- Emiliano: Iusèf
- Ebraico: יוֹסֵף (Yosef)
- Esperanto: Jozefo
- Estone: Joosep
- Finlandese: Jooseppi
- Francese: Joseph, José[3]
- Friulano: Josef[6]
- Galiziano: Xosé[5]
- Georgiano იოსებ (Ioseb)
- Greco biblico: Ιωσης (Ioses), Ιωσηφ (Ioseph)
- Greco moderno: Ιωσήφ (Iōsīf)
- Inglese: Joseph[3]
- Irlandese: Seosamh
- Islandese: Jósef[senza fonte]
- Latino: Ioseph[1], Iosephus[1]
- Lettone: Jāzeps
- Ligure: Giöxeppe[7]
- Lituano: Juozapas
- Macedone: Јосиф (Josif)
- Malayalam: ജോസഫ് (Joseph), ഔസ്സേപ്പ് (Ouseph), ഐപ്പ് (Ipe)[senza fonte]
- Maltese: Ġużepp, Ġużeppi[senza fonte]
- Māori: Hohepa
- Norvegese: Josef
- Occitano: Josèp
- Olandese: Josephus, Jozef
- Polacco: Józef
- Portoghese: José
- Rumeno: Iosif
- Russo: Иосиф (Iosif), Осип (Osip)
- Scozzese: Seòsaidh
- Serbo: Јосиф (Josif)
- Siciliano: Giuseppi
- Slovacco: Jozef
- Sloveno: Josip, Jožef
- Spagnolo: José[3][5]
- Svedese: Josef
- Tamil: ஜோசப் (Jōcap, Jocap)[8]
- Tedesco: Joseph[3], Josef
- Turco: Yusuf
- Ucraino: Йосип (Josyp)
- Uiguro: يۇسۇپ (Yusupp)
- Ungherese: József

1. ↑  Tutte le varianti elencate qui sopra sono verificabili, salvo diversamente specificato, alla nota 4.

### Forme alterate e ipocoristiche
Il nome, nelle varie lingue in cui si è diffuso, ha dato origine a diverse forme abbreviate e diminutive; l'italiano ne conta un buon numero, alcune delle quali ben attestate e a loro volta dotate di un certo numero di varianti, ad esempio Beppe, Peppe, Pino e Giuseppino. Tra le altre si ricordano:
- Croato: Joško, Joso, Jozo
- Esperanto: Joĉjo
- Finlandese: Juuso
- Georgiano: სოსო (Soso)
- Inglese: Joe[3], Joe, Joey, Jojo
- Italiano: Giusi[3], Geppi[9], Geppo[9], Geppetto[9], Geppino[9]
- Ligure: Giöxe, Giöxeppin, Beppe, Beppin, Pippo[7]
- Lituano: Juozas
- Olandese: Jef, Joep, Joop, Joos, Joost, Jos, Sjef, Zef
- Portoghese: Zé, Zezé
- Polacco: Józek, Józik, Ziutek[senza fonte]
- Slovacco: Jože[senza fonte]
- Sloveno: Jože
- Spagnolo: Pepe
  - Alterati: Pepito
- Tedesco: Jo, Sepp, Seppel
- Ungherese: Jóska, Józsi
- Yiddish: Yussel

1. ↑  Le forme alterate e gli ipocoristici elencati di seguito sono verificabili, salvo diversamente specificato, alla nota 4.

## Origine e diffusione

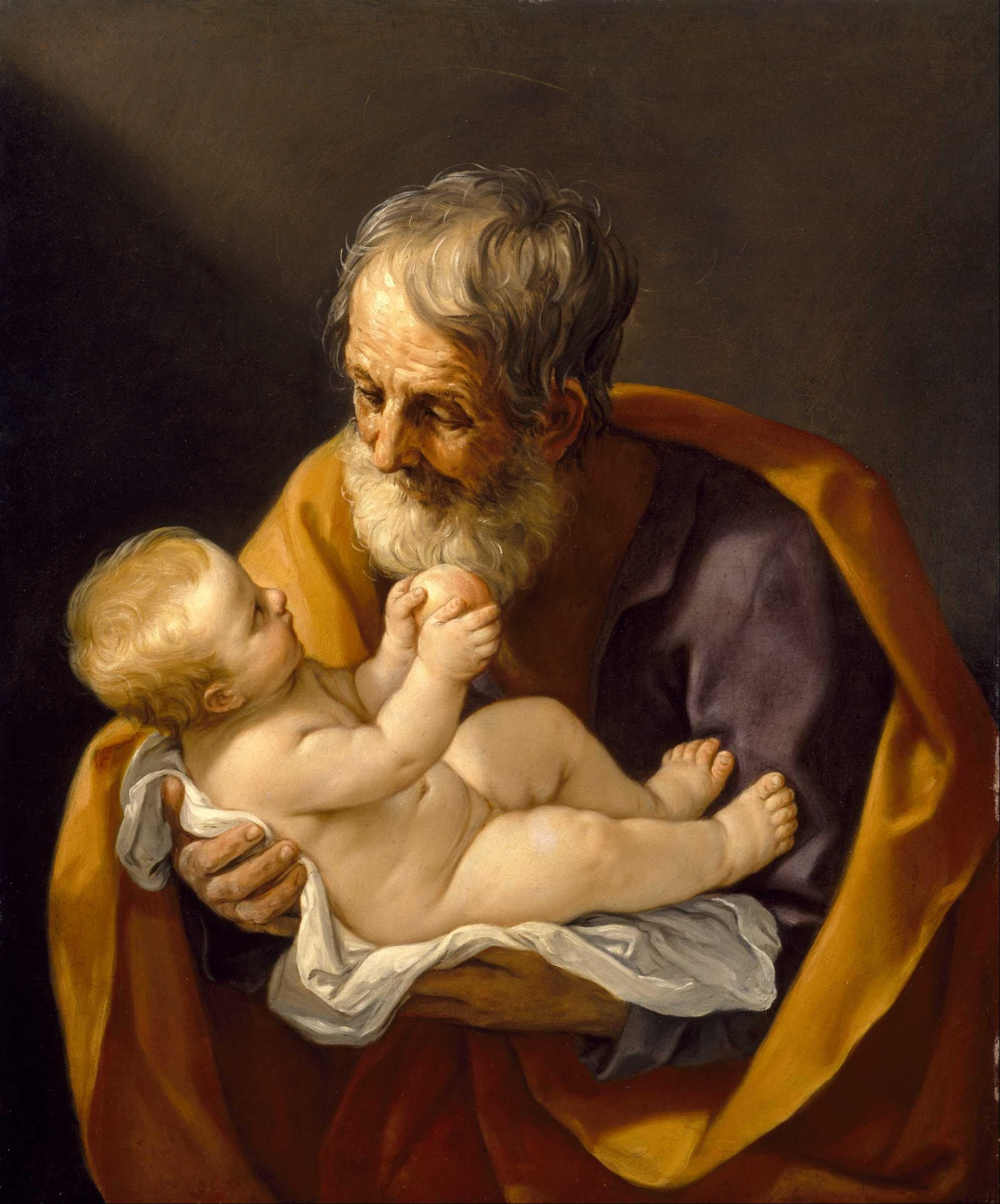
San Giuseppe e Gesù Bambino, di Guido Reni

Deriva dall'ebraico יוֹסֵף (Yosef), basato sul verbo yasaph ("accrescere", "aumentare"), e significa "[YHWH] accresca", "egli aggiungerà", inteso come augurio per la nascita di altri figli; altre interpretazioni sono "aumento del signore" e "uno che crescerà". Adattato in greco come Ioseph, Iosephos e Iosepos, è giunto in latino come Ioseph e Iosephus. La forma italiana "Giuseppe" deriva da Ioseppus, un altro adattamento latino popolare.
Riguardo alla sua diffusione, in primo luogo va detto che si tratta di un nome biblico, presente sia nell'Antico Testamento, con la figura di Giuseppe, figlio di Giacobbe venduto dai suoi fratelli, sia nel Nuovo, nella persona di Giuseppe, sposo della Vergine Maria e padre putativo di Gesù. Grazie a quest'ultimo personaggio il nome, già popolare fra gli ebrei, nel Basso Medioevo cominciò a diffondersi anche in ambienti cristiani, specie in Italia e Spagna, sostenuto poi anche dal culto di diversi altri santi così chiamati. In Italia, ulteriore spinta all'uso del nome è giunta da ambienti laici, dapprima grazie al prestigio degli imperatori d'Austria Giuseppe I e Francesco Giuseppe, e poi per la fama di altri personaggi della storia e della cultura italiane, come Giuseppe Verdi, Giuseppe Mazzini e Giuseppe Garibaldi. In Inghilterra si diffuse invece con la riforma protestante.
È stato il nome proprio maschile più diffuso in Italia nel XX secolo, tuttavia la sua frequenza è andata calando fino al 2017, quando meno dell'1,5% dei bambini maschi nati in Italia sono stati chiamati così, collocando il nome al tredicesimo posto per diffusione tra la popolazione maschile di nuovi nati.

## Onomastico
Solitamente, l'onomastico si festeggia il 19 marzo in memoria di san Giuseppe, sposo della Vergine Maria e padre putativo di Gesù, che è ricordato anche il 1º maggio come "san Giuseppe lavoratore". Sono tuttavia numerosissimi i santi e i beati che hanno portato questo nome, fra i quali si ricordano, alle date seguenti:
- 1º gennaio, san Giuseppe Maria Tomasi, cardinale, religioso teatino[12]
- 16 gennaio, beato Giuseppe Tovini, terziario francescano[12]
- 22 gennaio, beato Giuseppe Nascimbeni, sacerdote[12]
- 28 gennaio, san Josef Freinademetz, sacerdote e membro della Società del Verbo Divino, missionario in Cina[12]
- 4 febbraio, san Giuseppe da Leonessa, sacerdote dell'ordine dei frati minori cappuccini[12]
- 16 febbraio, beato Giuseppe Allamano, fondatore dei missionari della Consolata[12]
- 7 marzo, beato Giuseppe Olallo Valdés, religioso dell'Ordine ospedaliero di San Giovanni di Dio[12]
- 20 marzo, san Józef Bilczewski, arcivescovo di Leopoli[12]
- 23 marzo, san Giuseppe Oriol, sacerdote[12]
- 28 marzo, san Józef Sebastian Pelczar, vescovo di Przemyśl[12]
- 3 aprile, san Giuseppe l'Innografo, monaco a Costantinopoli[12]
- 4 aprile, beato Giuseppe Benedetto Dusmet, arcivescovo di Catania e cardinale[12]
- 12 aprile (16 novembre a Napoli), san Giuseppe Moscati, medico[12]
- 25 aprile, beato Giuseppe Trinità Rangel Montano, martire con altri due compagni a Lagos Moreno[12]
- 30 aprile, san Giuseppe Benedetto Cottolengo, sacerdote, fondatore della Piccola casa della Divina Provvidenza e delle congregazioni ad essa collegate[12]
- 2 maggio, san José María Rubio Peralta, detto l'apostolo di Madrid[12]
- 27 maggio, beato Josep Tous Soler, sacerdote cappuccino[12]
- 29 maggio, beato Giuseppe Gerard, sacerdote e missionario in Lesotho[12]
- 30 maggio, san Giuseppe Marello, vescovo di Acqui[12]
- 9 giugno, san José de Anchieta, sacerdote gesuita[12]
- 23 giugno, san Giuseppe Cafasso, sacerdote, patrono dei condannati a morte[12]
- 4 luglio, beato Giuseppe Kowalski, sacerdote salesiano, martire ad Auschwitz[12]
- 7 luglio, san Giuseppe Maria Gambaro, sacerdote francescano, martire a Hengyang[12]
- 20 luglio, San Giuseppe, chiamato Barsabba e soprannominato il Giusto, discepolo di Gesù[12]
- 20 luglio, san José María Díaz Sanjurjo, vescovo di Platea e martire a Nam Dinh[12]
- 13 agosto, beato Giuseppe Brengaret Pujol C.M.F., seminarista, appartenente ai Martiri Clarettiani di Barbastro
- 25 agosto, san Giuseppe Calasanzio, sacerdote, fondatore dei chierici regolari poveri della Madre di Dio delle scuole pie[12]
- 31 agosto, san Giuseppe d'Arimatea, discepolo di Gesù[12]
- 4 settembre, San Giuseppe, patriarca biblico[12]
- 10 settembre, beato Giuseppe di San Giacinto, martire a Nagasaki[12]
- 18 settembre, san Giuseppe da Copertino, sacerdote[12]
- 24 ottobre, beato Giuseppe Baldo, sacerdote e fondatore[12]
- 6 novembre, beato Giuseppe di Gesù e Maria, religioso trinitario e martire[12]
- 15 novembre, Joseph Mukasa, catechista, il primo dei santi martiri dell'Uganda
- 15 novembre, san Giuseppe Pignatelli, sacerdote gesuita[12]
- 6 dicembre, san Giuseppe Khang, catechista e martire ad Hải Dương[12]
- 17 dicembre, san Josep Manyanet y Vives, sacerdote, promotore della costruzione della basilica della Sagrada Família e fondatore

## Persone

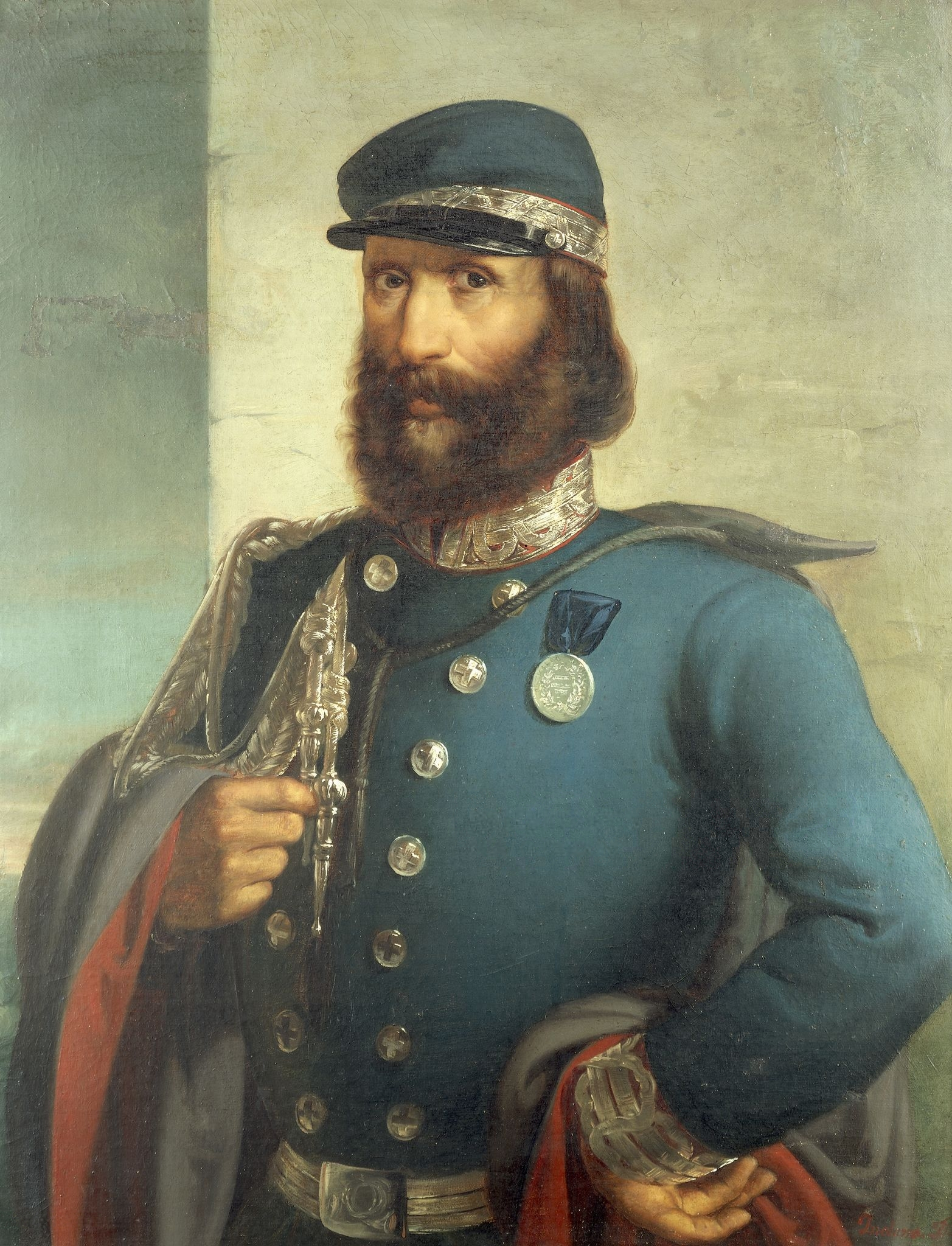
Giuseppe Garibaldi

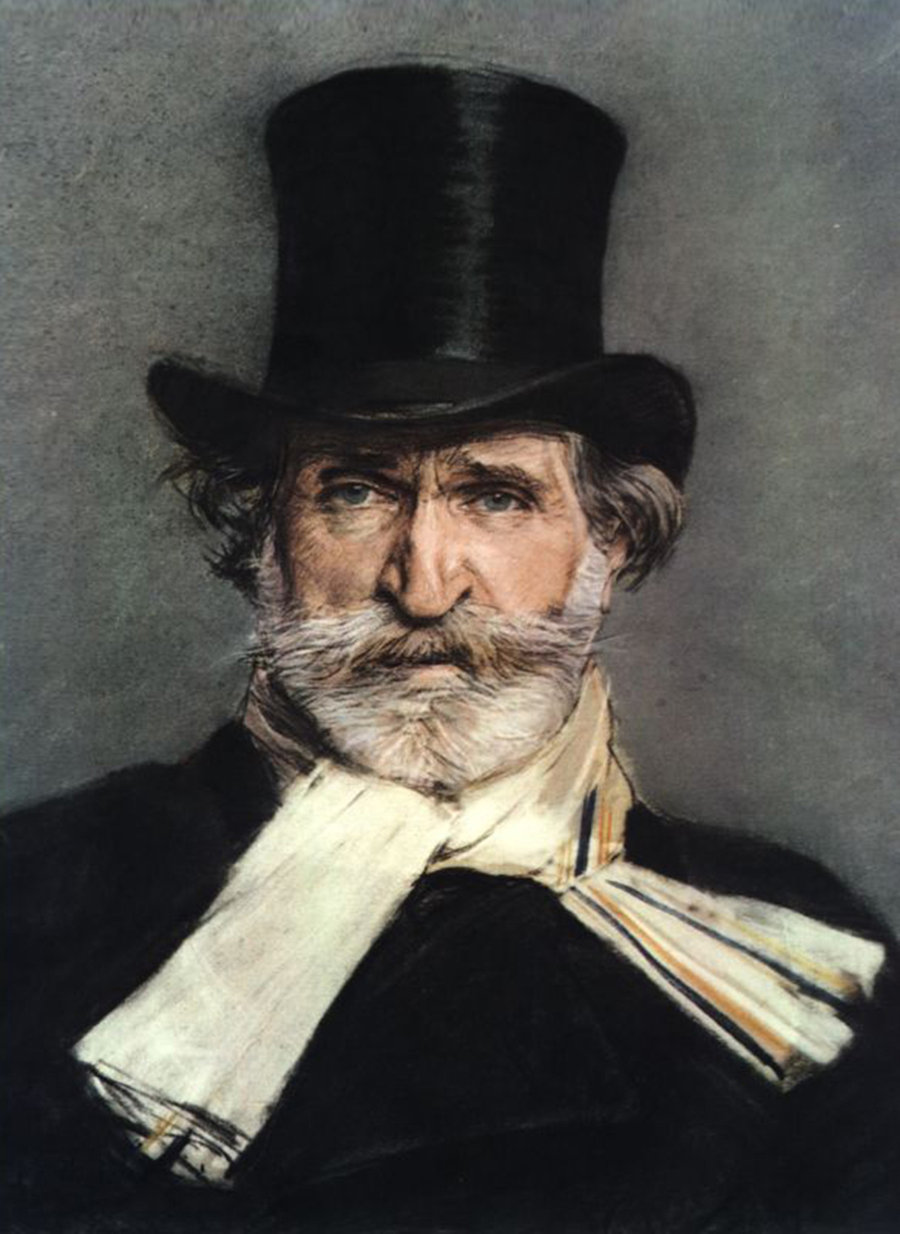
Giuseppe Verdi

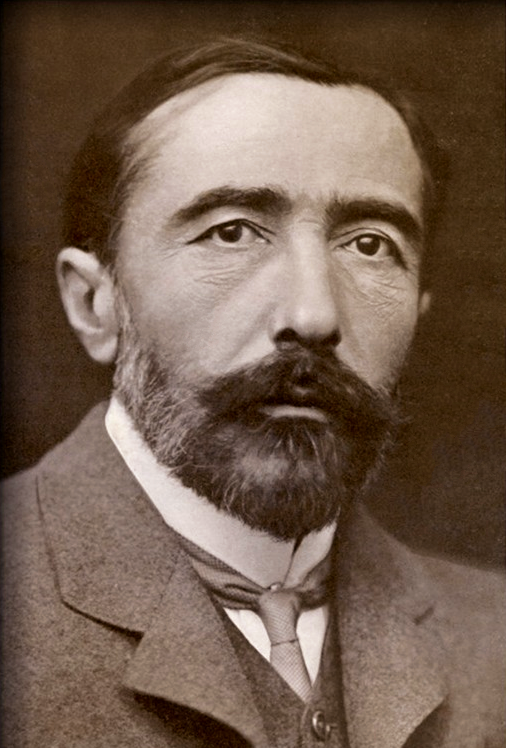
Joseph Conrad

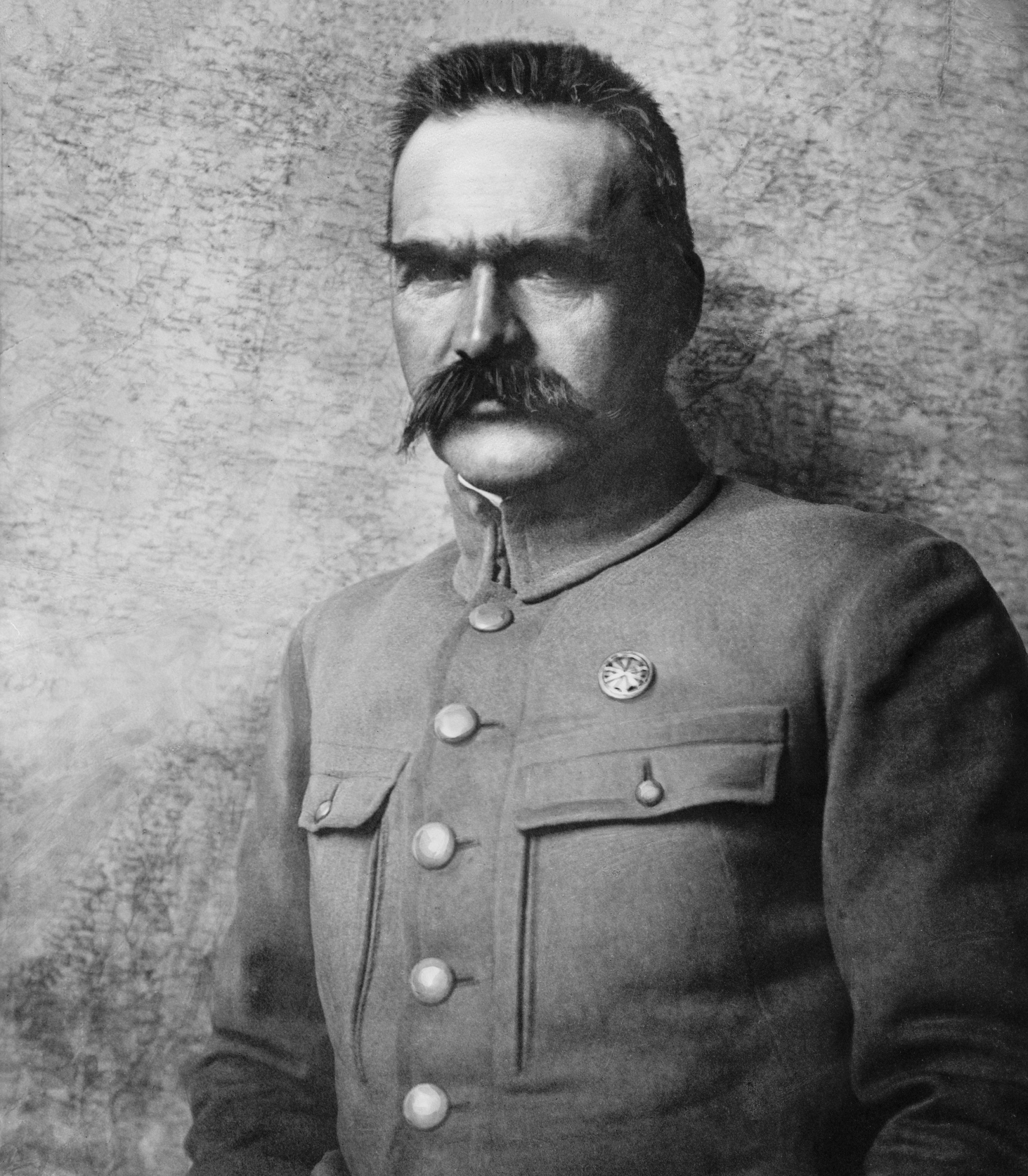
Józef Piłsudski

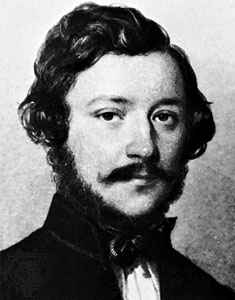
József Eötvös

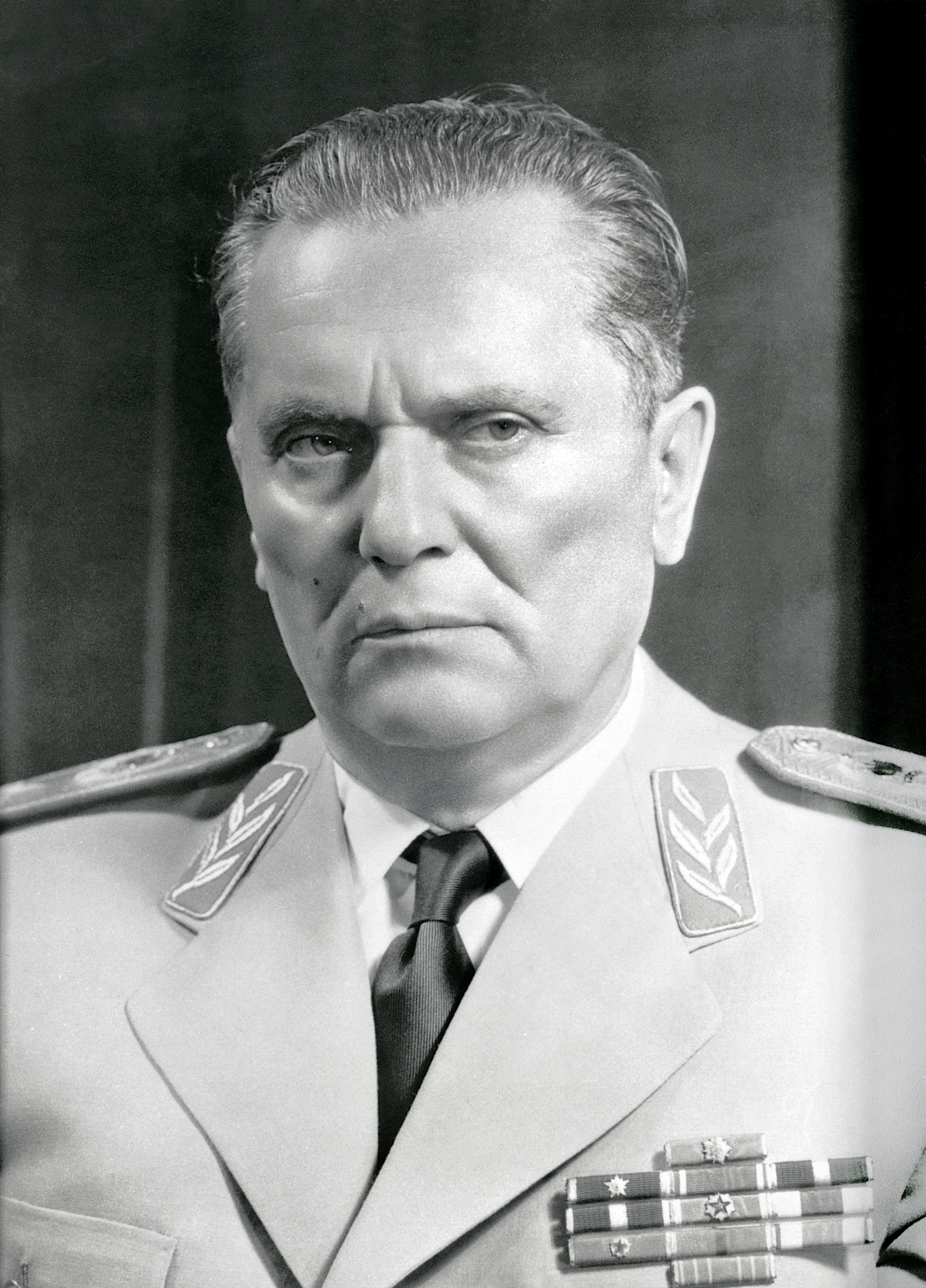
Josip Broz Tito

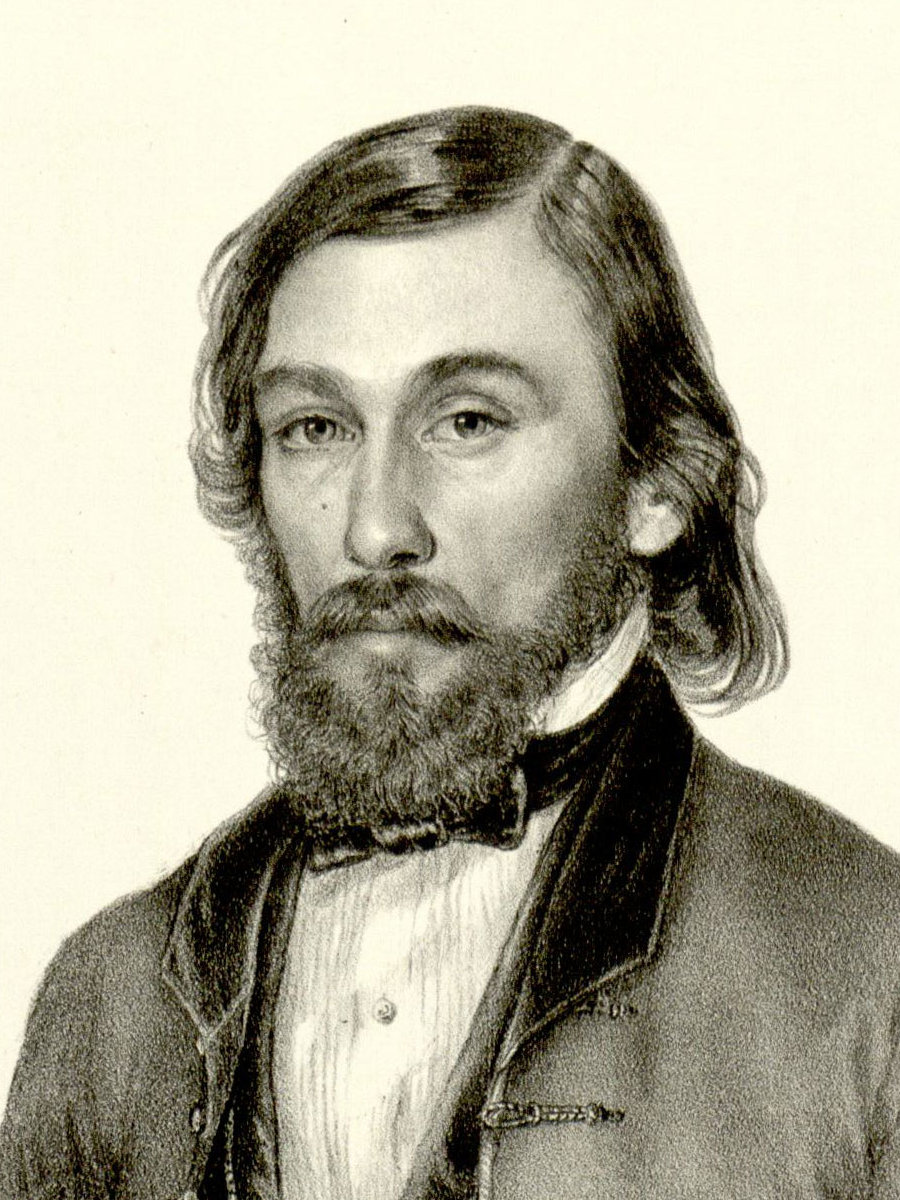
Jozef Miloslav Hurban

- Giuseppe I d'Asburgo, Imperatore del Sacro Romano Impero
- Giuseppe II d'Asburgo-Lorena, Imperatore del Sacro Romano Impero
- Giuseppe Arcimboldo, pittore italiano
- Giuseppe Gioachino Belli, poeta italiano
- Giuseppe Botero, educatore e scrittore italiano
- Giuseppe Catozzella, scrittore italiano
- Giuseppe Conte, politico e giurista italiano
- Giuseppe Cruciani, giornalista e conduttore radiofonico italiano.
- Giuseppe De Nittis, pittore italiano
- Giuseppe Fava, scrittore, giornalista, drammaturgo, saggista e sceneggiatore italiano
- Giuseppe Garibaldi, generale, patriota, condottiero, scrittore, marinaio e politico italiano
- Giuseppe Mazzini, patriota, politico, filosofo e giornalista italiano
- Giuseppe Meazza, calciatore e allenatore di calcio italiano
- Giuseppe Parini, poeta e abate italiano
- Giuseppe Peano, matematico, logico e glottoteta italiano
- Giuseppe Piazzi, presbitero e astronomo italiano
- Giuseppe Prina, politico italiano
- Giuseppe Rinaldi, attore, doppiatore e direttore del doppiaggio italiano
- Giuseppe Rossi, calciatore italiano
- Giuseppe Saragat, politico e diplomatico italiano
- Giuseppe Signori, calciatore italiano
- Giuseppe Siri, cardinale e arcivescovo cattolico italiano
- Giuseppe Tomasi di Lampedusa, scrittore italiano
- Giuseppe Tornatore, regista, sceneggiatore, produttore cinematografico e montatore italiano
- Giuseppe Tucci, orientalista, esploratore e storico delle religioni italiano
- Giuseppe Ungaretti, poeta e scrittore italiano
- Giuseppe Verdi, compositore italiano

### Variante Joseph
- Joseph Beuys, pittore, scultore e artista tedesco
- Joseph Campbell, saggista e storico delle religioni statunitense
- Joseph Conrad, scrittore polacco naturalizzato britannico
- Joseph Goebbels, politico e giornalista tedesco
- Joseph Gordon-Levitt, attore, regista, sceneggiatore e produttore cinematografico statunitense
- Joseph Aloisius Ratzinger, divenuto papa con il nome di Benedetto XVI
- Joseph Roth, scrittore e giornalista austriaco
- Joseph Smith, predicatore e religioso statunitense

### Variante Josef
- Josef Albers, pittore tedesco
- Josef Bican, calciatore e allenatore di calcio austriaco naturalizzato cecoslovacco
- Josef Hoffmann, architetto austriaco
- Josef Koudelka, fotografo ceco

### Variante Josif
- Josif Vitebs'kyj, schermidore sovietico

### Variante Józef
- Józef Bilczewski, arcivescovo cattolico e santo polacco
- Jozef Brudzinski, pediatra polacco
- Józef Chłopicki, generale polacco
- Józef Glemp, cardinale e primate di Polonia
- Józef Haller, generale, filantropo e politico polacco
- Józef Piłsudski, rivoluzionario, politico e militare polacco
- Józef Bohdan Zaleski, poeta polacco

### Variante József
- József Eötvös, scrittore e politico ungherese
- József Mindszenty, cardinale e arcivescovo cattolico ungherese

### Variante Josep
- Josep Comas i Solà, astronomo spagnolo
- Josep Guardiola, calciatore e allenatore di calcio spagnolo
- Josep Puig i Cadafalch, architetto spagnolo
- Josep Maria Ventura i Casas, compositore e musicista spagnolo

### Variante Josip
- Josip Broz Tito, rivoluzionario e dittatore jugoslavo
- Josip Juraj Strossmayer, vescovo cattolico croato
- Josip Murn Aleksandrov, poeta sloveno
- Josip Ribičič, scrittore sloveno
- Josip Vilfan, avvocato e politico sloveno

### Variante Jozef
- Jozef Cíger-Hronský, scrittore slovacco
- Jozef Miloslav Hurban, scrittore, politico e pastore protestante slovacco
- Jozef Israëls, pittore olandese
- Jozef Tiso, presbitero e politico slovacco

### Variante Iosif

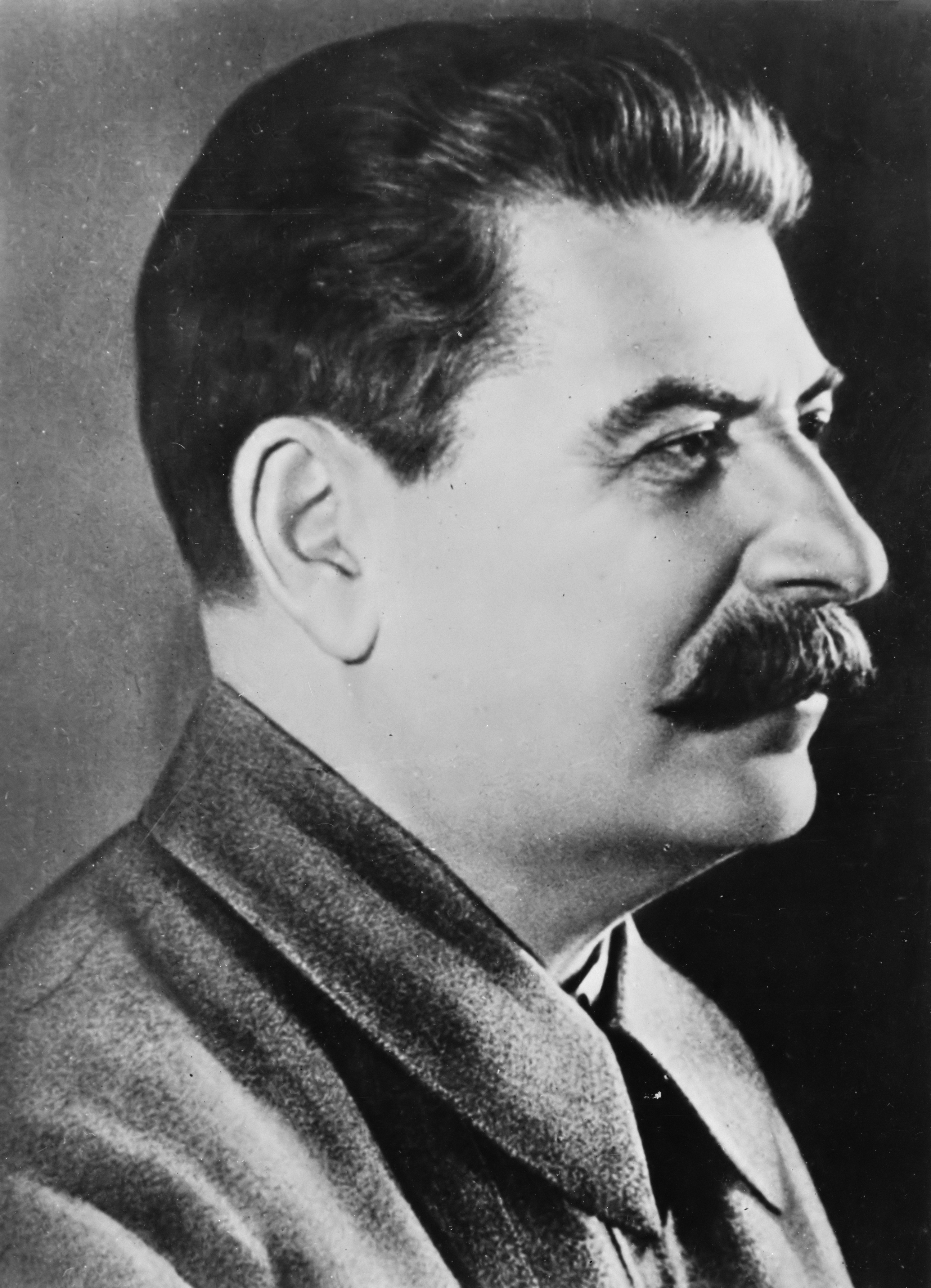
Stalin

- Iosif Chejfic, regista e sceneggiatore sovietico
- Iosif Chișinevschi, politico rumeno
- Iosif Davidovič Dorfman, scacchista francese
- Iosif Vissarionovič Džugašvili, vero nome di Stalin, politico, rivoluzionario e militare sovietico
- Iosif Igelström, generale russo
- Iosif Ivanovici, clarinettista, direttore d'orchestra e compositore rumeno
- Iosif Rotariu, calciatore rumeno
- Iosif Šklovskij, astrofisico sovietico

### Variante José
- José Afonso, cantautore portoghese

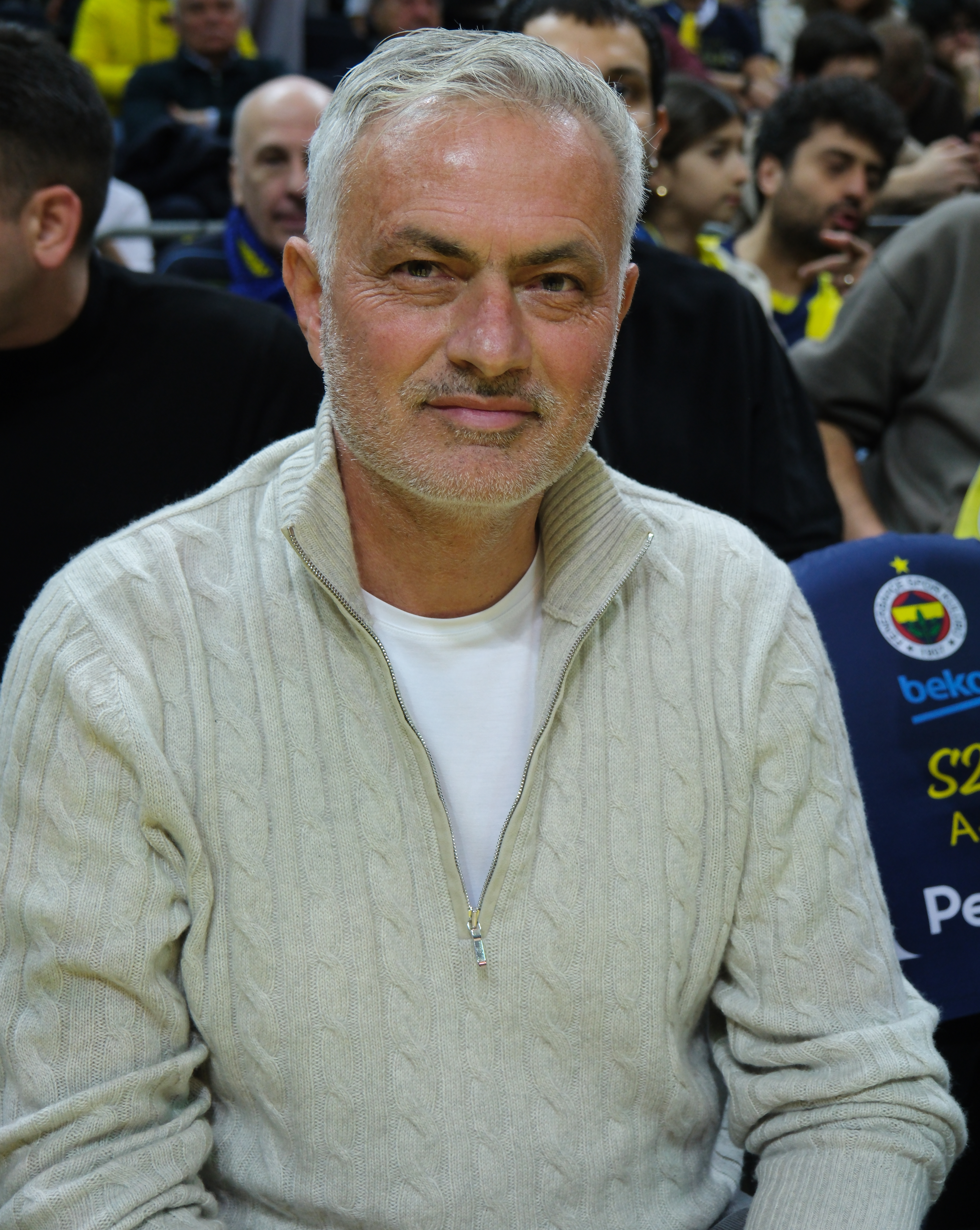
José Mourinho

- José Altafini, calciatore e commentatore televisivo brasiliano
- José Craveirinha, poeta mozambicano
- José del Castillo, pittore spagnolo
- José Gómez Abad, pittore spagnolo
- José Manuel Durão Barroso, politico e accademico portoghese
- José Feliciano, cantante, chitarrista e compositore portoricano
- José Mourinho, allenatore di calcio portoghese
- José Salinas, fumettista argentino
- José Saramago, scrittore, giornalista, drammaturgo, poeta e critico letterario portoghese
- José Sarney, politico brasiliano
- José Sócrates, politico portoghese

### Variante Joe
- Joe Biden, politico statunitense
- Joe Cocker, cantante britannico

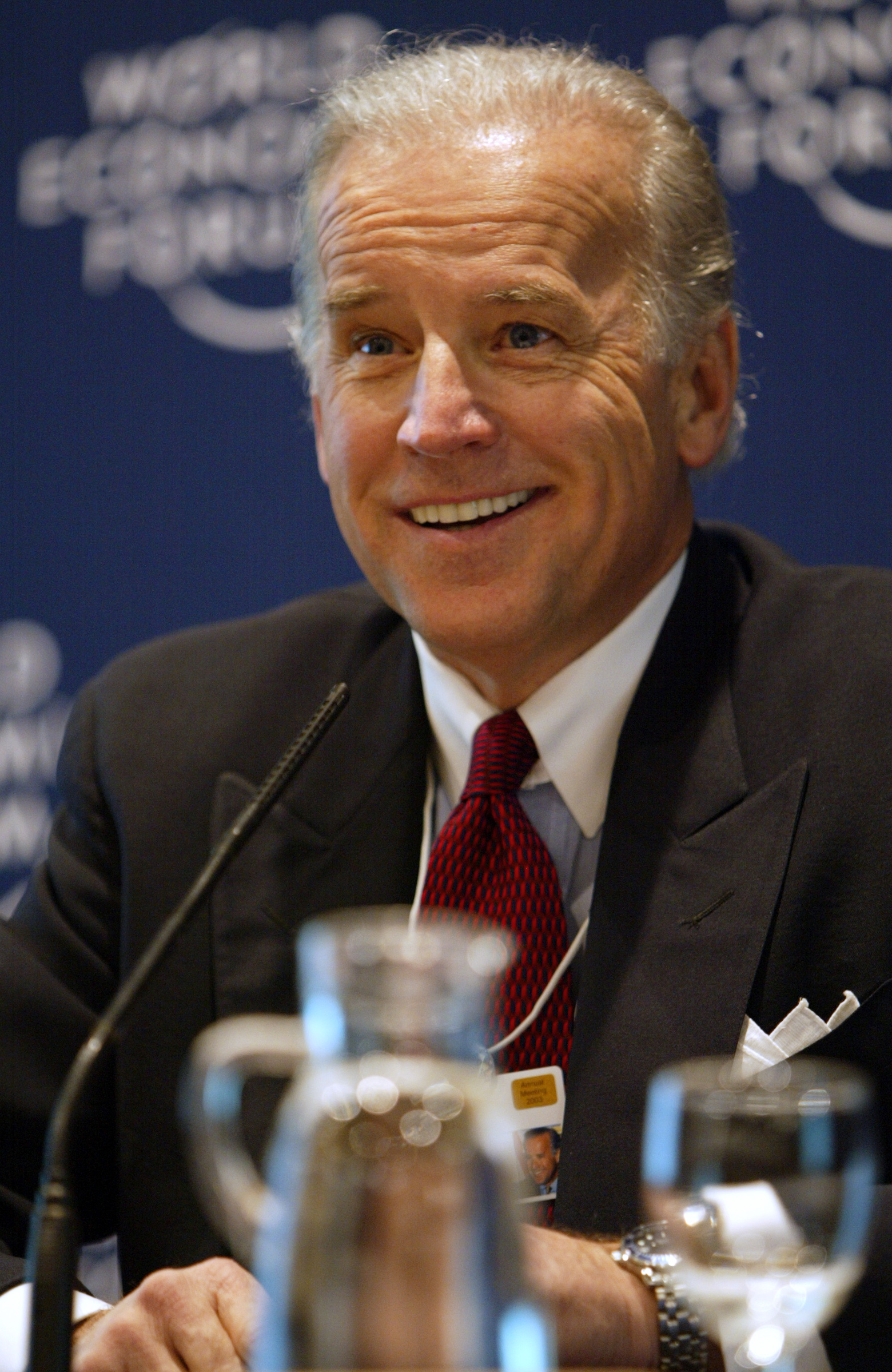
Joe Biden

- Joe Isaac, cestista e allenatore di pallacanestro statunitense
- Joe Jonas, cantautore, musicista, attore e deejay statunitense
- Joe Manganiello, attore statunitense
- Joe Pesci, attore e musicista statunitense
- Joe Satriani, chitarrista statunitense
- Joe Strummer, cantautore, chitarrista e attore britannico

### Variante Joey
- Joey Barton, calciatore inglese
- Joey Dunlop, pilota motociclistico britannico
- Joey Jordison, batterista e polistrumentista statunitense
- Joey Ramone, cantante statunitense
- Joey Tempest, cantautore, compositore e musicista svedese

### Variante Sepp
- Sepp Herberger, ex calciatore e allenatore di calcio tedesco
- Sepp Maier, ex calciatore e allenatore di calcio tedesco

### Variante Jocap
- Jocap Vijay Cantiracekar, attore indiano

## Il nome nelle arti
- Geppetto è un personaggio del romanzo Le avventure di Pinocchio. Storia di un burattino di Carlo Collodi, nonché delle numerose trasposizioni cinematografiche e televisive che ne sono state tratte.
- Giuseppe Ramundo, detto Useppe, è un personaggio del romanzo La Storia di Elsa Morante.
- Pepe Rey è il principale personaggio maschile del racconto Lola di Loreto de Miguel e Alba Santos.
- Giuseppe è un personaggio dell'opera lirica La traviata di Giuseppe Verdi.
- Giuseppe Filippucci è un personaggio del film del 1946 Sciuscià, diretto da Vittorio De Sica.
- Giuseppe Baiocchi "Peppe er Pantera" è un personaggio dei film I soliti ignoti (1958, regia di Mario Monicelli), Audace colpo dei soliti ignoti (1959, regia di Nanni Loy) e I soliti ignoti vent'anni dopo (1985, regia di Amanzio Todini).
- Giuseppe Di Noi è il protagonista del film del 1971 Detenuto in attesa di giudizio, diretto da Nanny Loy.
- Geppo è il protagonista del film del 1978 Geppo il folle, diretto e interpretato da Adriano Celentano.
- José Carioca è un personaggio dei cartoni animati Disney.
- Nonno Joe è un personaggio del romanzo La fabbrica di cioccolato, il suo seguito Il grande ascensore di cristallo, e dei due film tratti dall' opera.
- Geppo è il protagonista dell'omonimo fumetto creato dall'editore Bianconi nel 1954.
- Giuseppe Tubi era il nome italiano del personaggio di Joe Piper, nei fumetti di Topolino.
- Giuseppe Fazio è un personaggio ricorrente nei romanzi di Andrea Camilleri sul commissario Montalbano, nonché nella serie televisiva che ne è tratta.
- Nel film del 1960 Risate di gioia, Totò e Anna Magnani cantano in duetto la canzone da varietà Geppina Gepì.
- Una menzione particolare va a Peppino De Filippo, che in vari film interpretò personaggi con il suo stesso nome anagrafico:
  - Giuseppe Lo Turco ne La banda degli onesti (1956)
  - Giuseppe "Peppino" Castagnano in Letto a tre piazze (1960)
  - Giuseppe Colabona in Chi si ferma è perduto (1960)
  - Giuseppe "Peppino" Pagliuca in Totò e Peppino divisi a Berlino (1962)
  - Giuseppe Mollica ne Gli onorevoli (1963)
  - in altri film, i personaggi di De Filippo si chiamavano soltanto Peppino, annoverati nella pagina del nome Peppe, come variante.
- Joseph Joestar è un personaggio de Le bizzarre avventure di JoJo.
- Joe Carlone è un personaggio della serie televisiva Mario.
- Il Giudice Joseph Dredd è un personaggio dei fumetti creato da John Wagner e Carlos Ezquerra.
- Joe May è un personaggio della webserie animata Helluva Boss.
- Joe Dalton è un personaggio della serie animata I Dalton e antagonista di Lucky Luke.

## Curiosità
- Il Giuseppinismo è il giurisdizionalismo attuato da Giuseppe II d'Asburgo nel XVIII secolo.